# A Mix-Up in Black
A Mix-Up in Black (o A Mix Up in Black and White) è un cortometraggio muto del 1916 diretto da Will Louis.

## Produzione
Il film fu prodotto dalla Edison Company.

## Distribuzione
Distribuito dalla General Film Company, il film - un cortometraggio in una bobina - uscì nelle sale cinematografiche degli Stati Uniti il 10 maggio 1916.